# Weronika Karbowiak
Weronika Karbowiak (ur. 7 września 1988) – polska judoczka.
Zawodniczka klubów: UKJ Orzeł Warszawa (2003-2004), AZS UW Warszawa (2004-2007). Brązowa medalistka zawodów Pucharu Europy juniorek w 2007. Dwukrotna brązowa medalistka mistrzostw Polski seniorek w wadze do 52 kg (2006, 2007). Mistrzyni Polski juniorek 2007.